# Omikron Librae
Omikron Librae är en gulvit stjärna i huvudserien i Vågens stjärnbild. Den går även under Flamsteed-beteckningen 29 Librae.
Omikron Librae har visuell magnitud +6,14 och är svagt synlig för blotta ögat vid mycket god seeing.